# Teenuse
Teenuse – wieś w Estonii, prowincji Rapla, w gminie Märjamaa. We wsi znajduje się ujście rzeki Luiste do rzeki Kasari.